# Đông Phương, Hải Nam

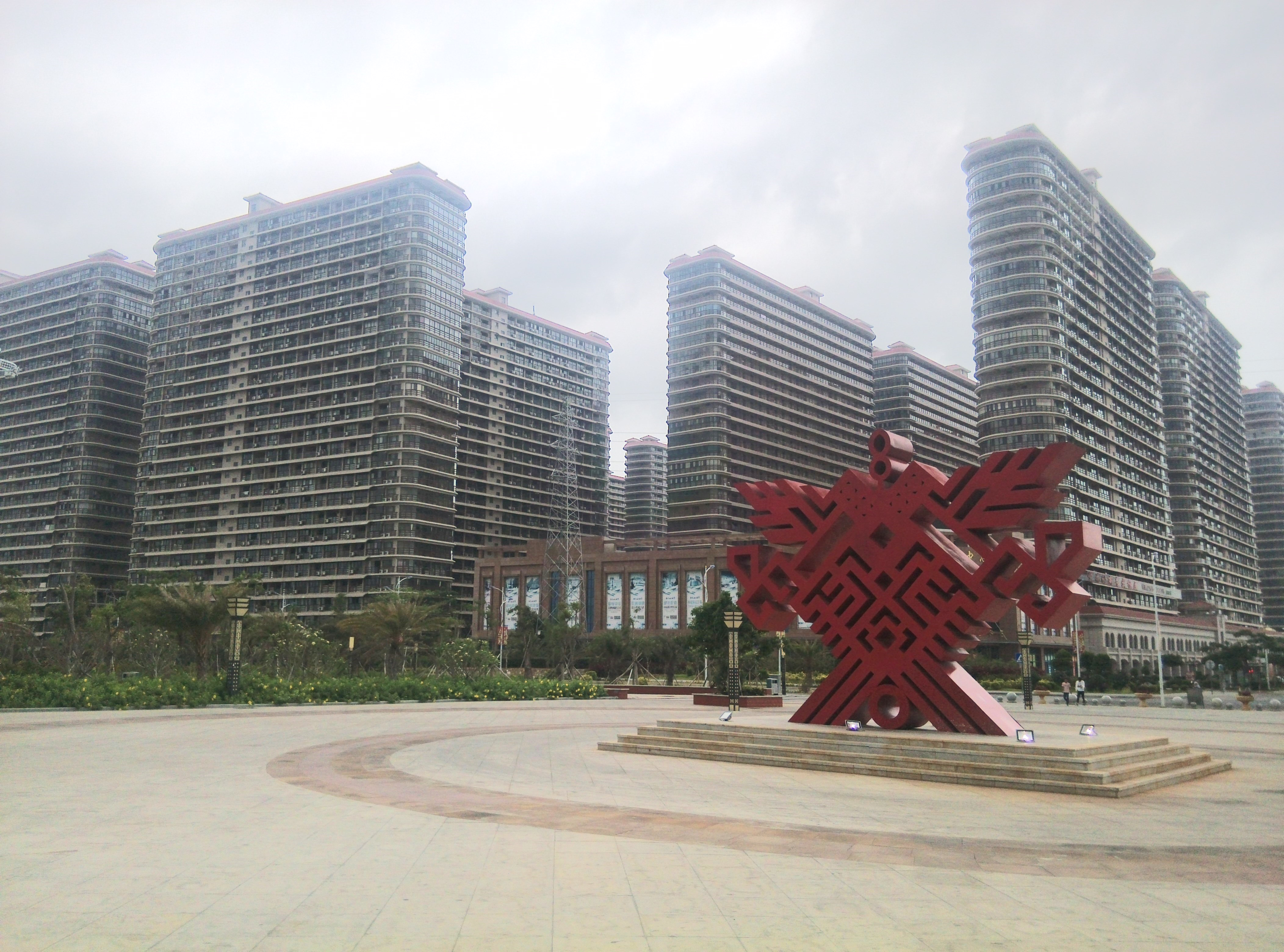
Những khu chung cư tại Đông Phương

Đông Phương  (tiếng Trung: 东方市, bính âm: Dōngfāng Shì, Hán Việt: Đông Phương thị) là một thành phố cấp phó địa trực thuộc tỉnh Hải Nam, Cộng hòa Nhân dân Trung Hoa. Đông Phương nằm về phía tây của đảo Hải Nam, giáp với vịnh Bắc Bộ. Thành phố này có diện tích 1129 km2 và dân số 380.000 người (2002), mã số bưu chính: 572600, mã số khu 0898.